# Nationales Eisenbahnmuseum Pietrarsa

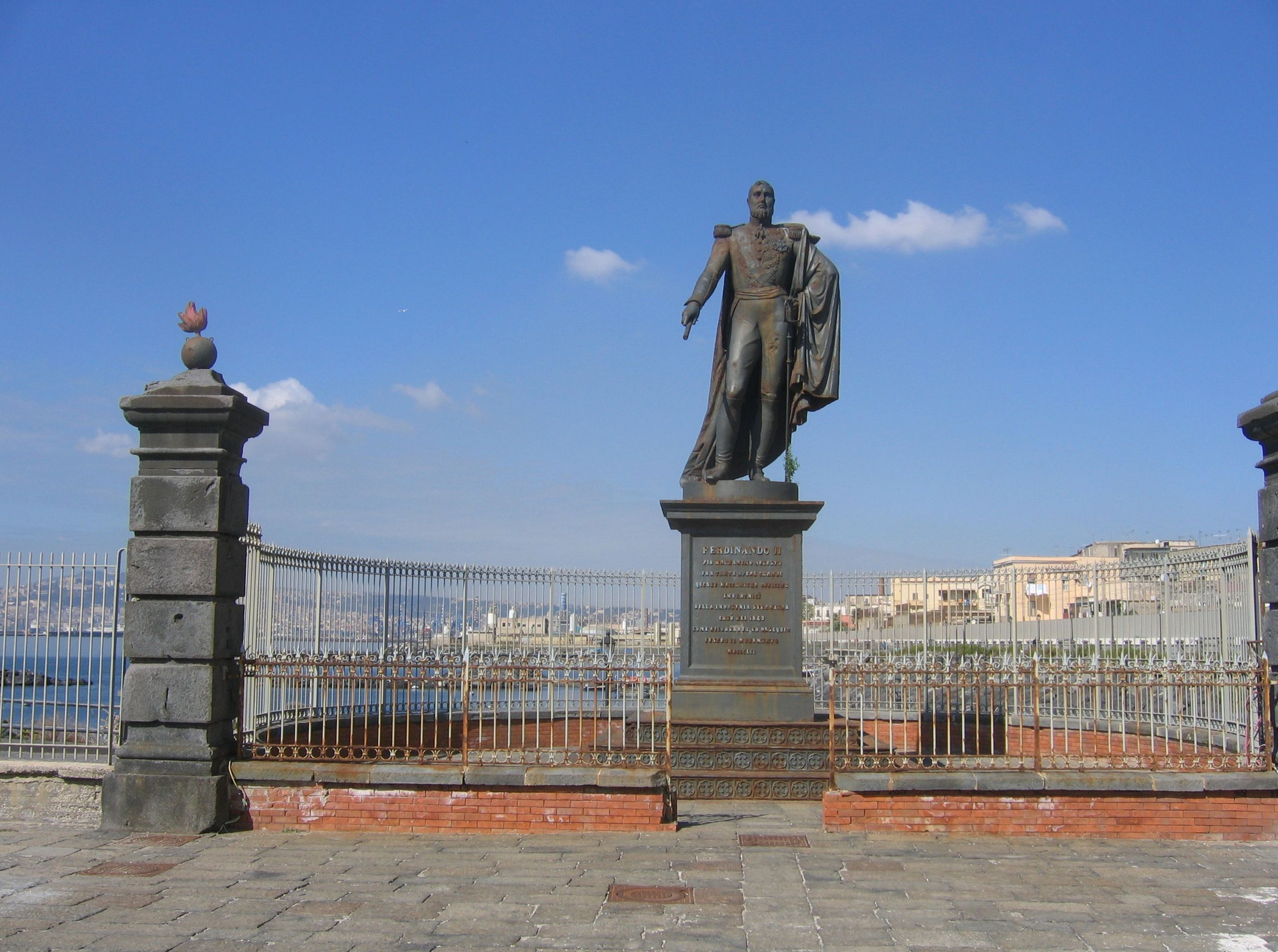
Statue König Ferdinands II. von Bourbon

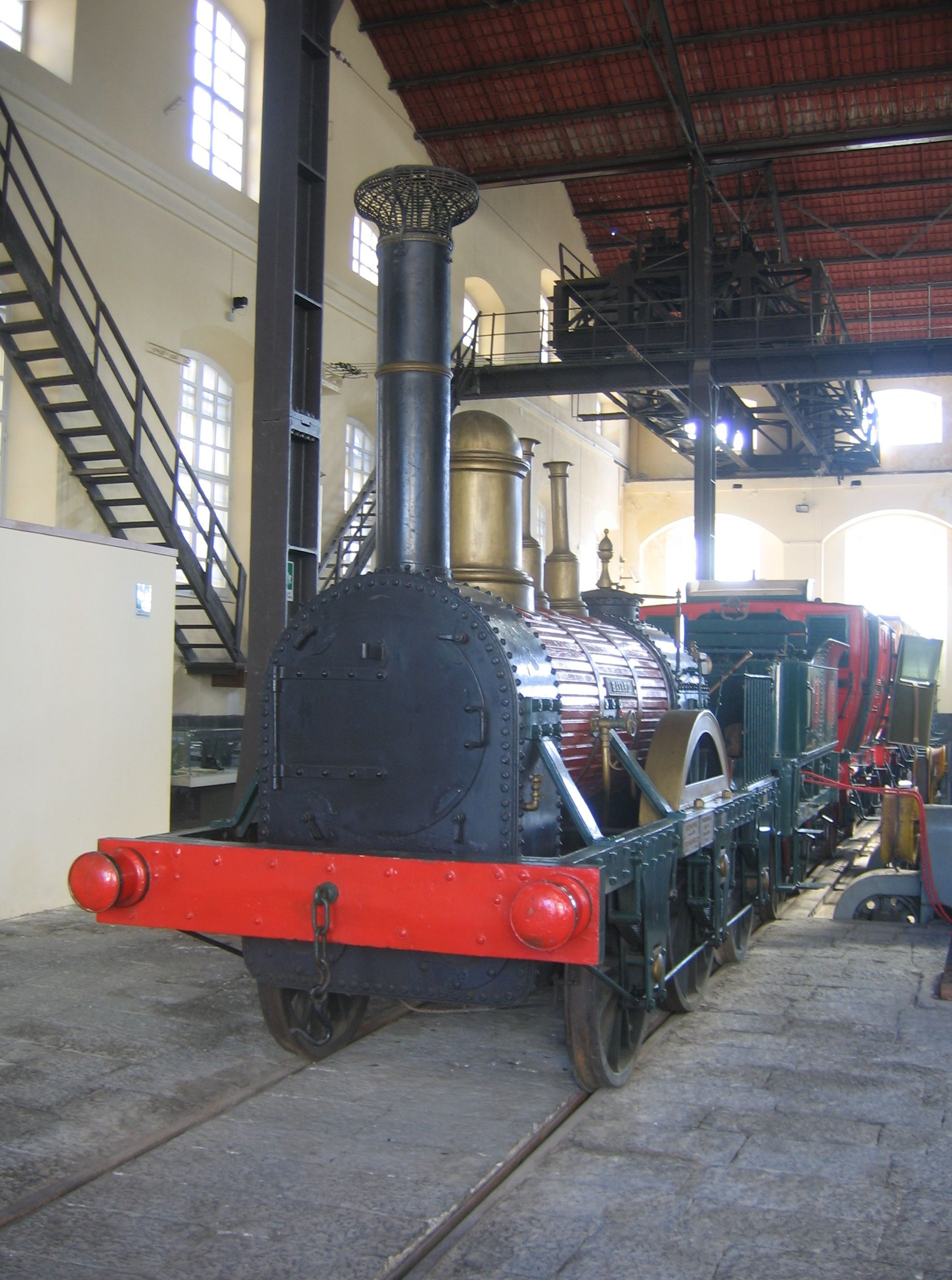
Nachbau des ersten italienischen Eisenbahnzuges

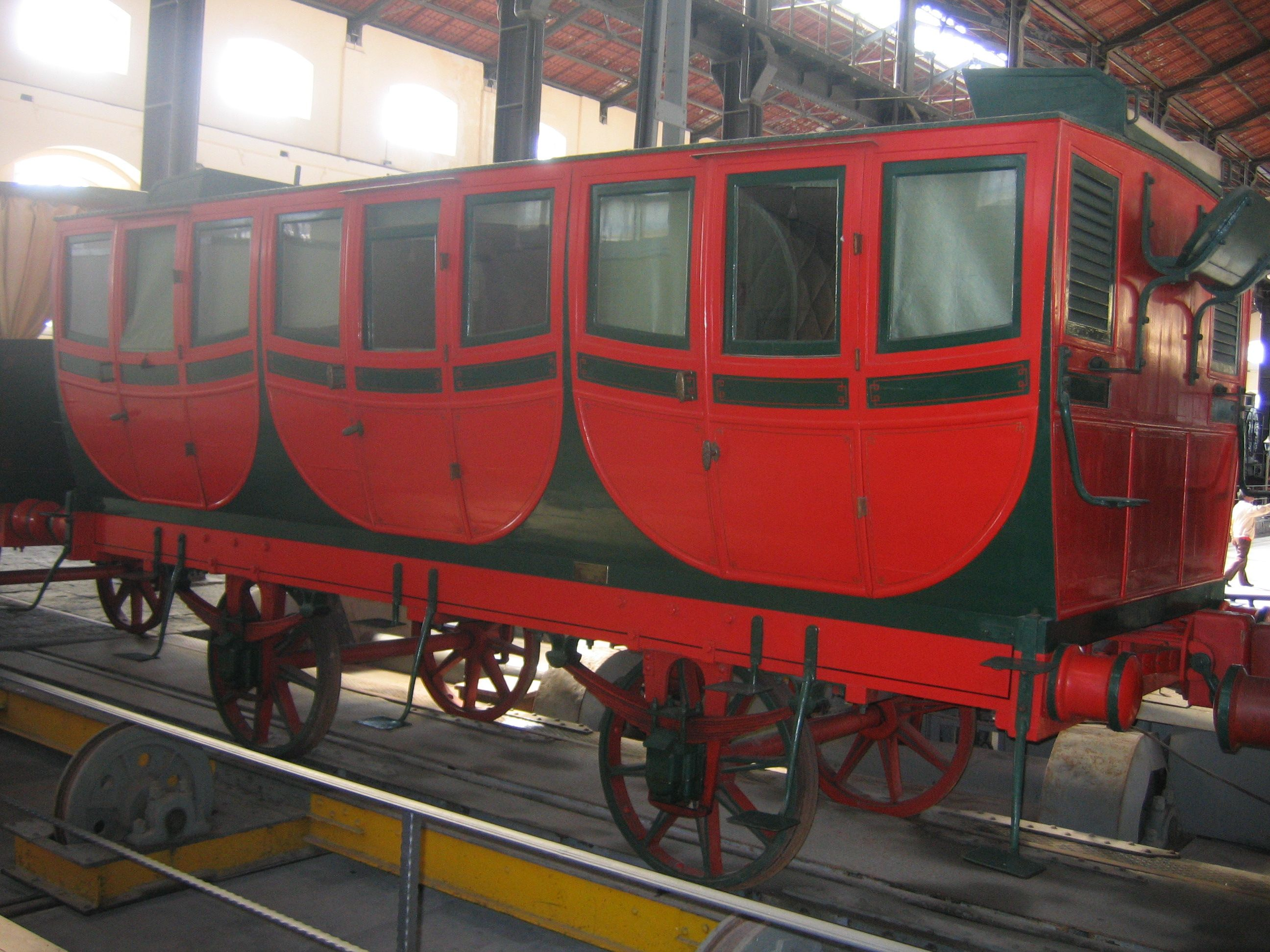
Wagen 1. Klasse des Nachbaus des ersten italienischen Eisenbahnzuges

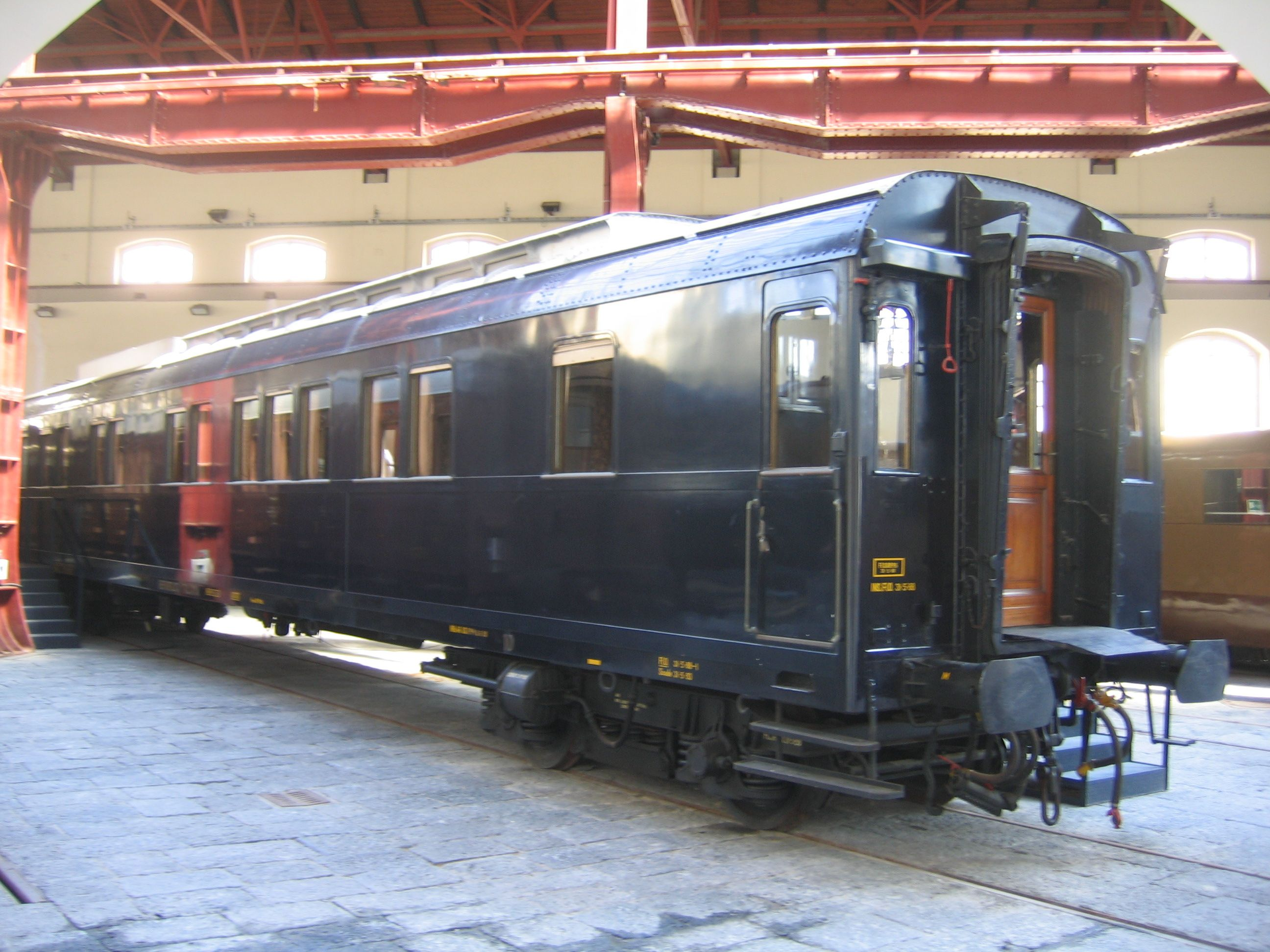
Wagen aus dem Hofzug König Umberto II.

Das Nationale Eisenbahnmuseum von Pietrarsa (italienisch Museo nazionale ferroviario di Pietrarsa) ist das zentrale Eisenbahnmuseum Italiens.

## Lage
Das Museum liegt am südlichen Stadtrand von Neapel, im Stadtteil San Giovanni a Teduccio an der Grenze zu den Nachbargemeinden San Giorgio a Cremano und Portici, unmittelbar am Haltepunkt Pietrarsa-S. Giorgio a Cremano an der Bahnstrecke Neapel–Portici–Salerno, der ersten Eisenbahnstrecke in Italien, die am 3. Oktober 1839 eröffnet wurde. Mit dem Bahnhof ist es durch eine Unterführung verbunden.

## Ausstellungsort
Ausstellungsort ist die gut erhaltene frühindustrielle Anlage der ehemaligen Königlich Bourbonischen Fabrik von Pietrarsa, gegründet 1840 unter Ferdinand II., zunächst als Eisenwerk, später als Lokomotivfabrik und Ausbildungsstätte für Marineoffiziere und Zivilingenieure. Sie sollte dazu dienen, die Abhängigkeit von Importen aus England im technischen Sektor zu reduzieren. Unter anderem soll die Anlage dann Vorbild für die Lokomotivfabrik Kronstadt unter Zar Nikolaus I. gewesen sein. Von dieser Zeit zeugt auch eine Statue des Königs Ferdinand II. auf dem Gelände. Es soll eine der größten gusseisernen Statuen der Welt sein.
Nach der italienischen Einigung 1860 wurde die Anlage sukzessive bis 1885 in ein Eisenbahnausbesserungswerk für Großreparaturen an Dampflokomotiven umgewandelt. Die Bedeutung des Ausbesserungswerkes nahm mit fortschreitender Elektrifizierung der italienischen Eisenbahn seit 1930 und dem Einsatz von Fahrzeugen mit Dieselmotor von 1950 an ab. 1975 wurde das Werk schließlich geschlossen.

## Geschichte
1977 stimmte der Vorstand der italienischen Staatsbahnen dem Vorschlag zu, das stillgelegte Ausbesserungswerk in ein Eisenbahnmuseum umzuwandeln. Die Umbauarbeiten begannen 1980 und waren 1989 abgeschlossen, so dass das Nationale italienische Eisenbahnmuseum zum 150. Jahrestag der Eröffnung der ersten italienischen Bahnstrecke der Öffentlichkeit übergeben werden konnte. 2001 wurde das Museum wegen Renovierungsarbeiten erstmals geschlossen und Ende 2007 wiedereröffnet. 2014 wurde das Areal durch eine Windhose schwer in Mitleidenschaft gezogen, woraufhin weitere Schließungen nötig waren. Im gleichen Jahr übernahm die Stiftung der italienischen Staatseisenbahn den Betrieb des Museums und legte einen Renovierungsplan über 15 Millionen Euro für das Areal vor. 2017 konnte das neu gestaltete Museum wieder vollständig eröffnet werden.
Die historischen Produktions- und Wartungshallen eignen sich hervorragend, um Eisenbahnfahrzeuge zu zeigen. So werden in der Haupthalle mit einer Fläche von etwa 36.000 m² 30 Lokomotiven und der Nachbau im Maßstab 1:1 des ersten italienischen Zuges gezeigt.

## Ausstellung
Die Ausstellung ist sehr lokomotivlastig. Darüber hinaus werden einige Reisezugwagen ausgestellt. Herausragend ist ein Salonwagen aus dem Zug, der anlässlich der Hochzeit von König Umberto II. und Marie José von Belgien 1929 gebaut wurde. Dieser Wagen wurde zuletzt von den Präsidenten der Italienischen Republik genutzt und von Präsident Francesco Cossiga 1989 dem Museum übergeben. Neben den Originalfahrzeugen wird eine kleine Modellsammlung gezeigt. Außerdem ist eine historische Modelleisenbahnanlage ausgestellt.
Während die Geschichte des Gebäudeensembles, in dem sich das Museum befindet, durch entsprechende Erläuterungstexte hinreichend erklärt wird, findet sich zu den Exponaten nahezu keinerlei Erklärung. Während die Sammlung in erster Linie auf Lokomotiven, in zweiter Linie auf andere Eisenbahnfahrzeuge setzt, fehlen Hinweise zur Entwicklung der Eisenbahn in Italien, zu kulturgeschichtlichen Aspekten der Eisenbahnreise sowie jede museumsdidaktische Aufarbeitung des Ausgestellten.

## Galerie

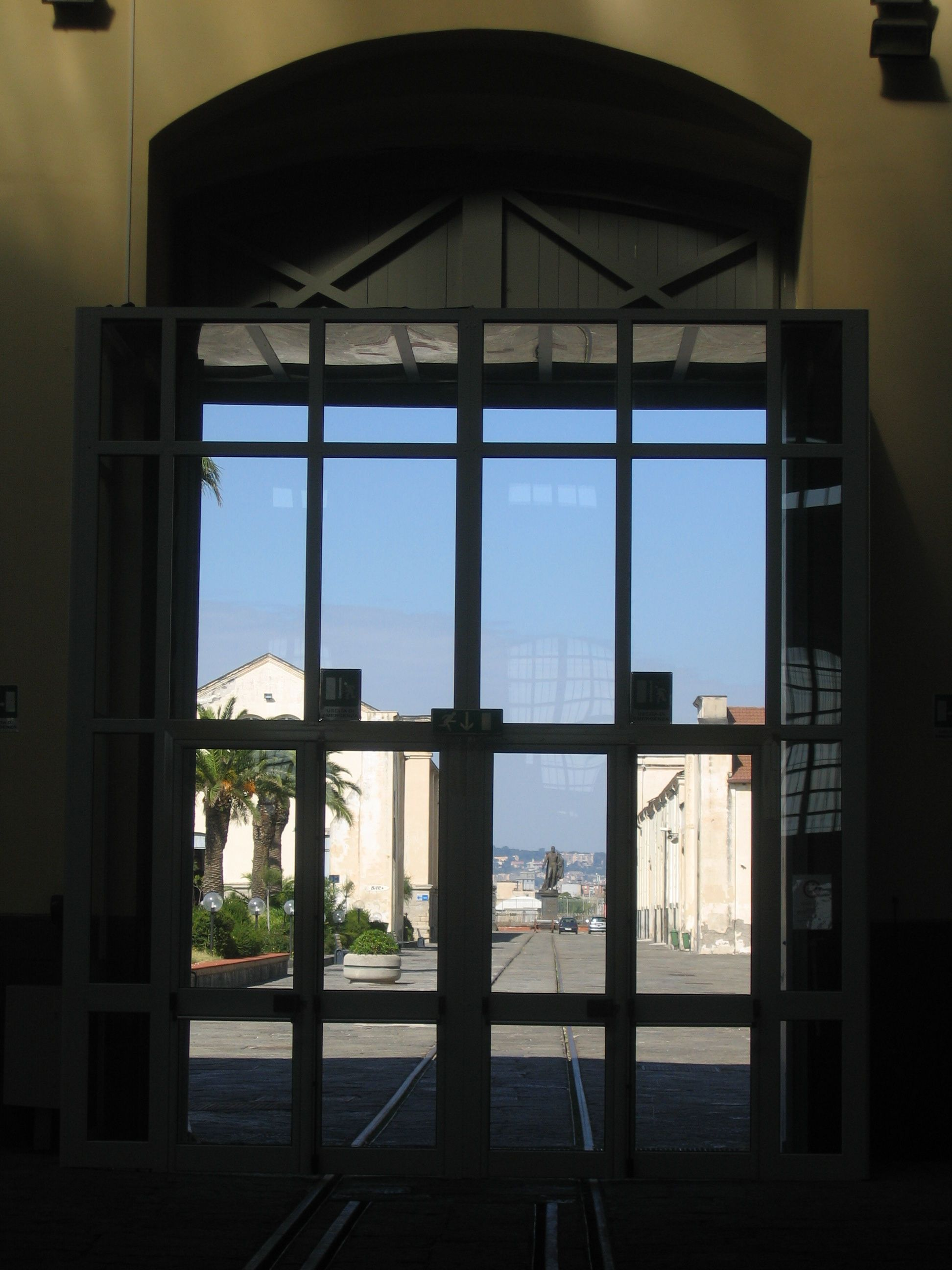
Statue König Ferdinand II.
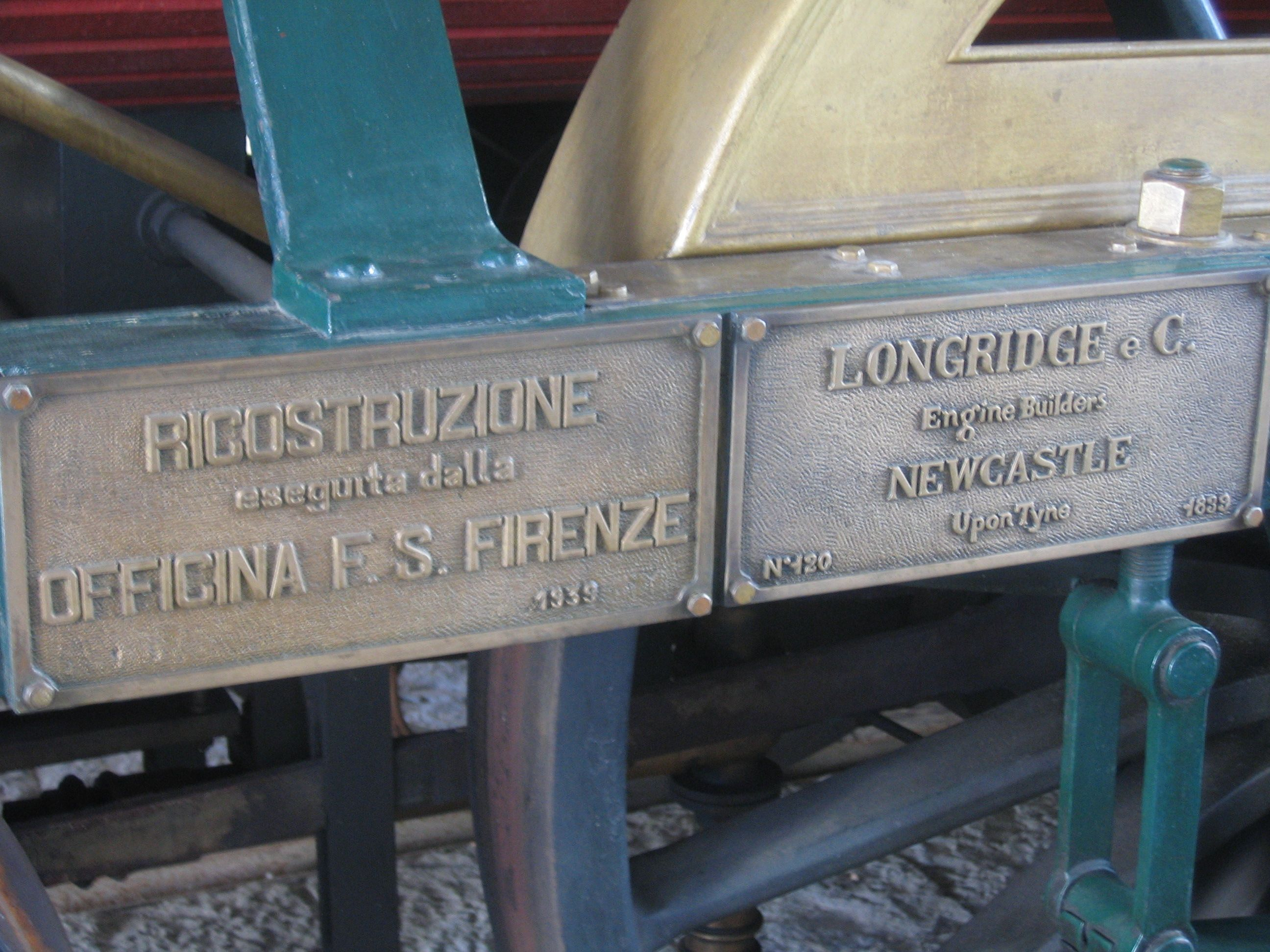
Fabrikschilder des Nachbaus des ersten italienischen Eisenbahnzuges
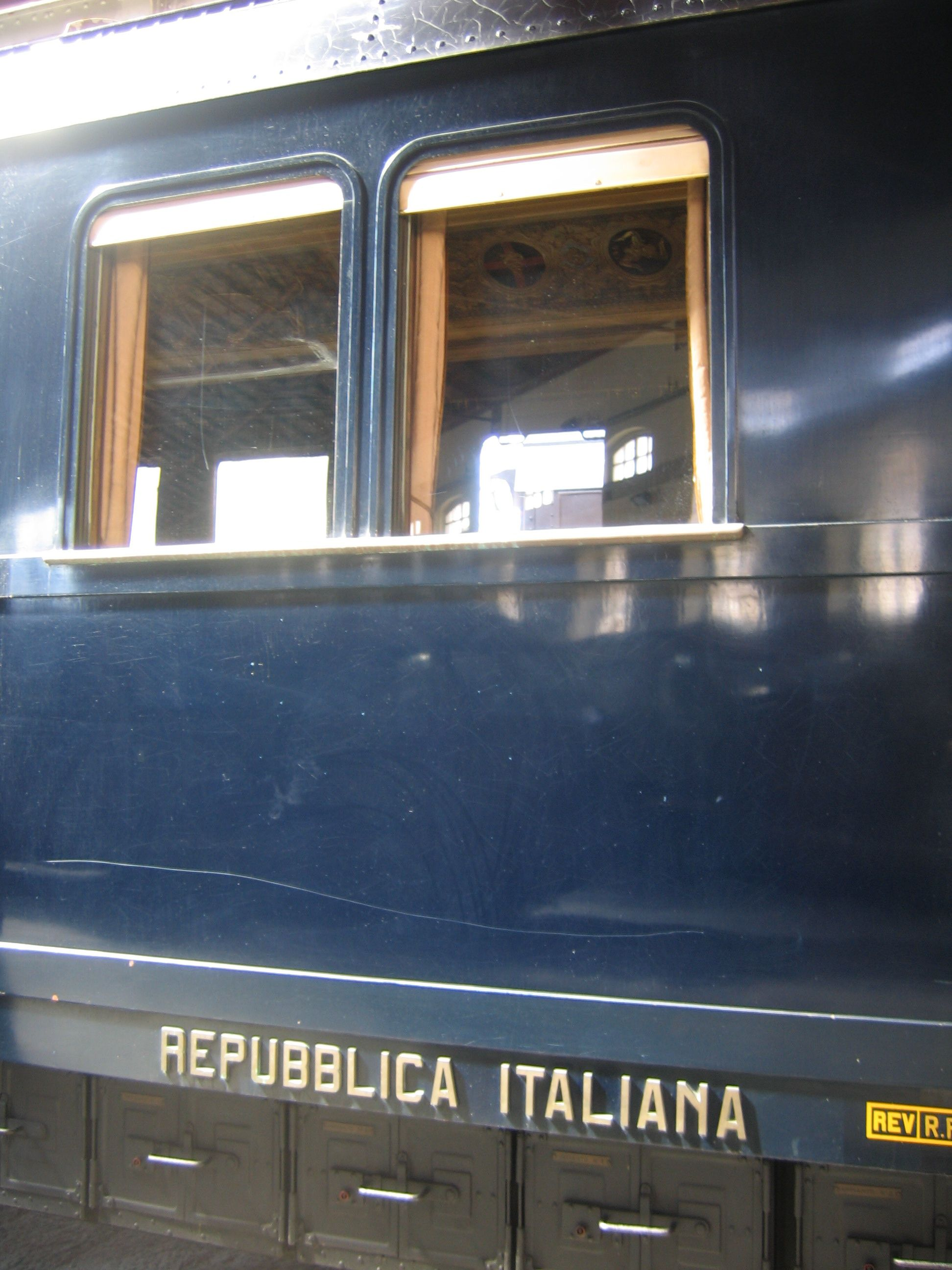
Italienischer Königswagen: Übernahme durch die Republik
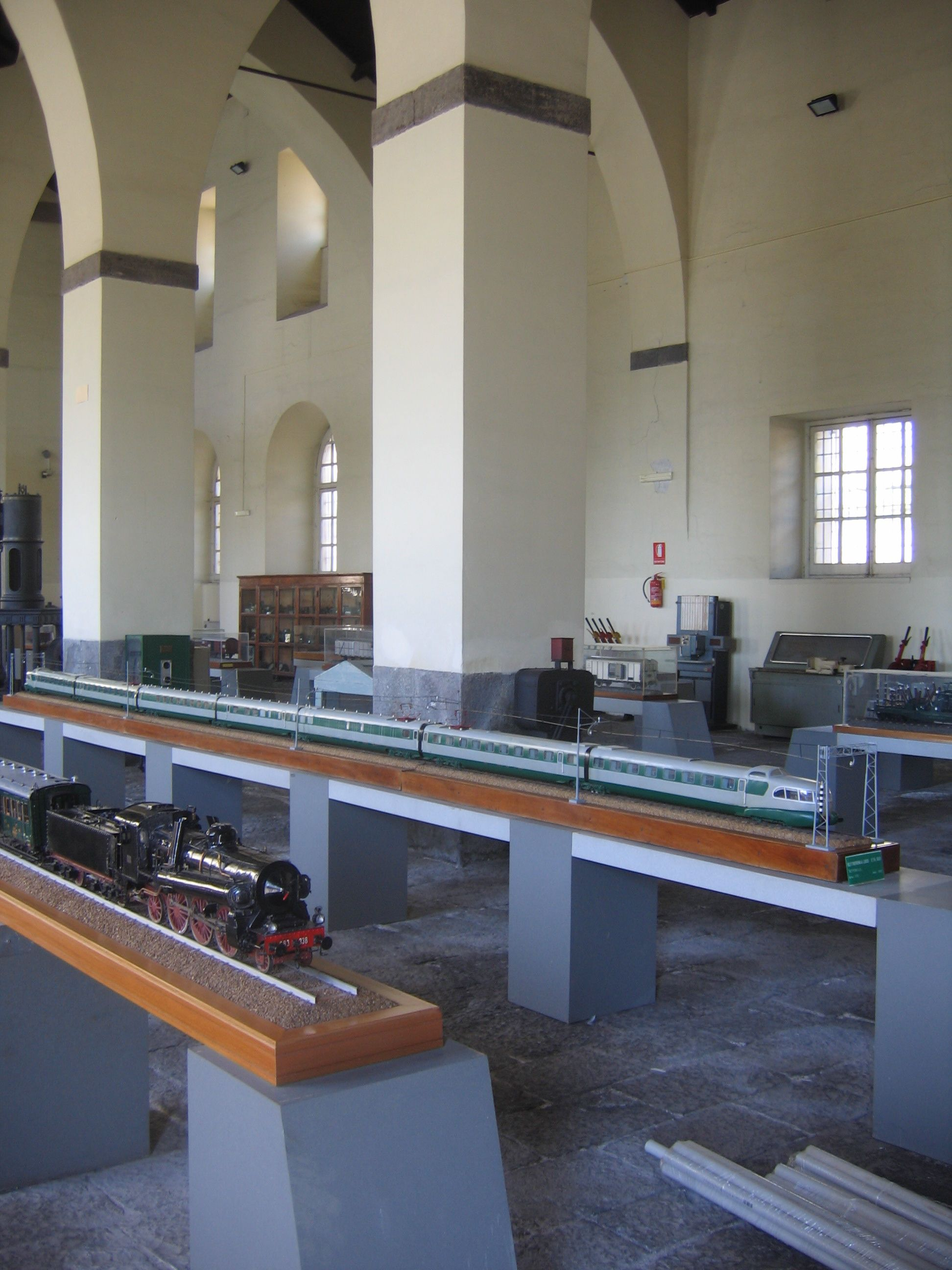
Modellsammlung
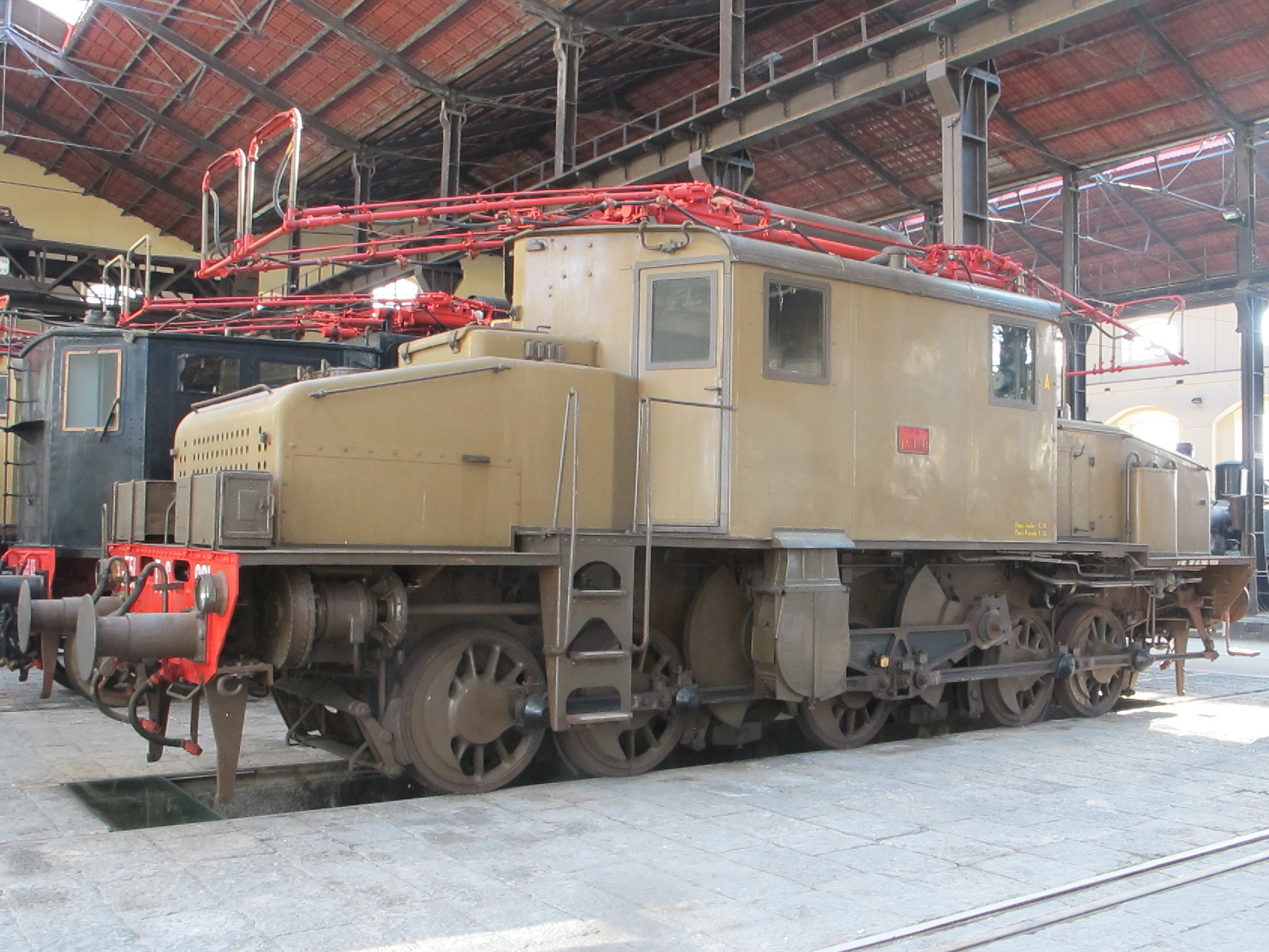
FS E551.001